# Charette (Isère)
Charette ist eine französische Gemeinde mit 435 Einwohnern (Stand: 1. Januar 2022) im Département Isère in der Region Auvergne-Rhône-Alpes. Sie gehört zum Arrondissement La Tour-du-Pin und ist Teil des Kantons Morestel.

## Geografie
Charette liegt etwa 42 Kilometer ostnordöstlich von Lyon. Umgeben wird Charette von den Nachbargemeinden Parmilieu im Norden, Porcieu-Amblagnieu im Nordosten, Montalieu-Vercieu im Osten, Bouvesse-Quirieu im Südosten, Courtenay im Süden und Südosten sowie Saint-Baudille-de-la-Tour im Süden und Westen.

## Bevölkerungsentwicklung
| Jahr                       | 1962 | 1968 | 1975 | 1982 | 1990 | 1999 | 2006 | 2017 |
| -------------------------- | ---- | ---- | ---- | ---- | ---- | ---- | ---- | ---- |
| Einwohner                  | 213  | 194  | 189  | 197  | 232  | 281  | 358  | 459  |
| Quellen: Cassini und INSEE |      |      |      |      |      |      |      |      |

## Sehenswürdigkeiten

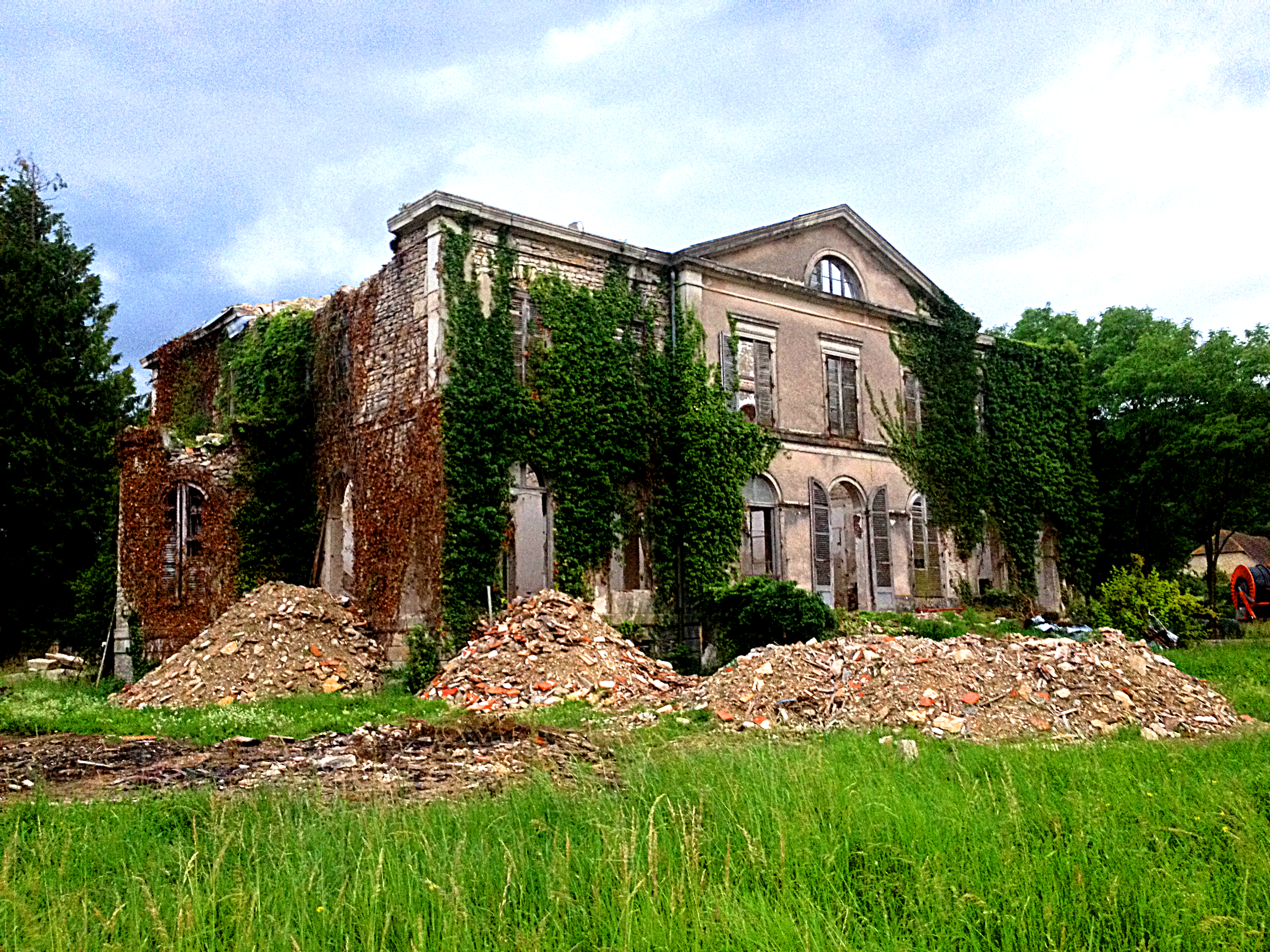
Schloss Vernay

- Kapelle von La Craz von 1613
- Schloss Vernay
- Wehrhaus von Écottier
- Wehrhaus von Chassignon